# Faison
Faison est une ville américaine située dans les comtés de  Sampson et de Duplin dans l'État de Caroline du Nord. En 2010, sa population était de 961 habitants.

## Démographie
| 1890 | 1900 | 1910 | 1920 | 1930 | 1940 |
| ---- | ---- | ---- | ---- | ---- | ---- |
| 256  | 308  | 519  | 477  | 589  | 751  |

| 1950 | 1960 | 1970 | 1980 | 1990 | 2000 |
| ---- | ---- | ---- | ---- | ---- | ---- |
| 768  | 666  | 598  | 636  | 701  | 744  |

| 2010 | - | - | - | - | - |
| ---- | - | - | - | - | - |
| 961  | - | - | - | - | - |

## Source de la traduction
- (en) Cet article est partiellement ou en totalité issu de l’article de Wikipédia en anglais intitulé « Faison, North Carolina » (voir la liste des auteurs).